# Kálmán Mikszáth
Kálmán Mikszáth (16. ledna 1847 Sklabiná – 28. května 1910 Budapešť) byl maďarský realistický spisovatel, novinář a poslanec. Spolu s Jókaiem nejpřekládanější maďarský autor (jeho dílo přeloženo téměř do všech evropských jazyků).

## Mládí
Kálmán Mikszáth se narodil v roce 1847 do rodiny nižšího šlechtice v obci Sklabiná na dnešním Slovensku. Od raného dětství rád poslouchal vyprávění místních obyvatel, což v něm probudilo zájem o historii a snahu o zaznamenávání skutečných událostí. Po studiích na gymnáziu v Rimavské Sobotě (1857–1863) a posléze v Banské Štiavnici (1863–1866) se dal na studia práv v Budapešti. Studium však po necelých třech letech opustil a v roce 1870 přijal místo praktikanta u služného Matyáše Maukse v Balažských Ďarmotech. Brzy začal spolupracovat s místními novinami Nógrádi lapok (Novohradské listy) – psal krátké povídky a črty. Zamiloval se do Mauksovy dcery Ilony, otec však známosti nepřál, a tak se Mikszáth v roce 1873 s Ilonou tajně oženil. Manželé se odstěhovali do Budapešti, ale Mikszáth neměl dobré zaměstnání, rodina strádala, byla zadlužena, statek ve Sklabiné musel být prodán v dražbě. Mikszáth poslal Ilonu zpátky k rodičům, aby ji uchránil před chudobou, a dokonce se s ní dal rozvést, přišlo tak nejtěžší období jeho života. Odstěhoval se do Segedína, kde v roce 1878 získal místo v redakci Szegedi Napló (Segedínský deník).

## Vrchol slávy

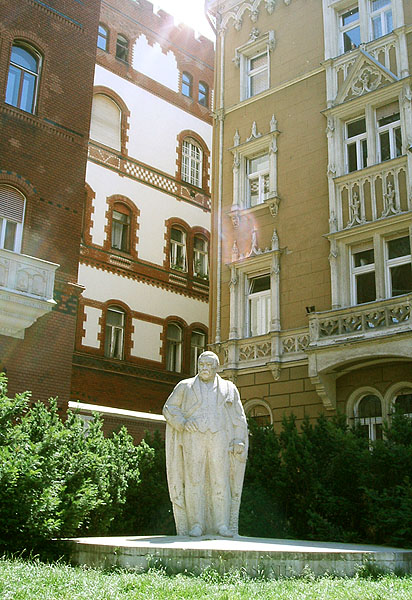
Socha Kálmána Mikszátha na budapešťském náměstí Mikszáth Kálmán tér (autor sochy: András Kocsis)

První literární úspěchy mu přinesly sbírky novel „Slovenští krajané“ a „Dobří Palócové“, vydané v roce 1881. Mikszáthova díla si získala mnohé čtenáře díky autorovu vypravěčskému talentu a do jisté míry i reportážnosti, dokumentující život obyčejných venkovanů na jeho rodném Slovensku. Brzy se Mikszáth dostal do redakce jedněch z nejdůležitějších zalitavských novin – Pesti Hírlap (Pešťský zpravodaj), pro něž psal reportáže z parlamentu. Mikszáthova popularita strmě stoupala, dokonce se o něm velmi pochvalně vyjadřoval i Mór Jókai. Finanční situace se zlepšila a tak se v roce 1883 Mikszáth oženil s Ilonou podruhé.  V roce 1887 byl zvolen poslancem a o dva roky později se stal dopisujícím členem Maďarské akademie. V devadesátých letech se jeho styl trochu změnil, začal psát romány, snažil se se na současné problémy najít paralelu v minulosti. Byl znechucen uherskou společností konce století, upadající džentry – vrstvou z níž sám vzešel. Svá nejzásadnější díla napsal na počátku 20. století, už roku 1900 vydal „Podivné manželství“; touto knihou si znepřátelil církev. V roce 1908 následovala další známá kniha „Případ mladého Nosztyho s Maryškou Tóthovou“ a o dva roky později „Černé město“, které bylo vydáno až posmrtně. Roku 1908 mu byla udělena Velká cena Maďarské akademie, největší pocta, jakou mohl spisovatel v Uhrách dostat. Dne 16. 5. 1910 se konaly celonárodní oslavy čtyřicátého výročí Mikszáthovy literární činnosti. Podobnou slávu zažil dosud jen Mór Jókai. Při svém závěrečném projevu žádal dojatý Mikszáth všechny účastníky, aby se spokojeně vrátili domů s vědomím, že konečně viděli šťastného člověka. Za necelé dva týdny poté Kálmán Mikszáth nečekaně umřel.

## Výbor z díla
- 1874 – Povídky (Elbeszélések)
- 1881 – Slovenští krajané (Tót atyafiak)
- 1881 – Dobří Palócové (Jó palócok)
- 1894 – Statek na prodej (Az eladó birtok)
- 1895 – Zázračný deštník svatého Petra (Szent Péter esernyője), román
- 1895 – Poslední hradní pán (Beszterce ostroma), román
- 1897 – Kavalíři, črta
- 1898 – Nová Zríniáda (Új Zríniász), próza
- 1898 – Demokraté (A demokraták), próza
- 1900 – Podivné manželství (Különös házasság), dvoudílný román
- 1901 – Utečenci (Szökevények)
- 1903 – Akli – císařův šašek (Miklós Akli), novela
- 1907 – Život a doba Móra Jókaiho (Jókai Mór élete és kora), dvojsvazková biografie
- 1908 – Případ mladého Nosztyho s Maryškou Tóthovou (A Noszty fiú esete Tóth Marival), román
- 1910 – Dvoje volby v Uhrách (Két választás Magyarországon)
- 1910 – Černé město (A fekete város), román

### Překlady do češtiny
- Dluh Anny Bedeové. Lidové listy 1927, 42, příl. Lidová beseda, s. 3. Přel. dr. Kamil Šlapák.